# Eparquía de Palghat
La eparquía de Palghat (en latín: Eparchia Palghatensis y en inglés: Syro-Malabar Catholic Eparchy of Palghat) es una circunscripción eclesiástica de la Iglesia católica en India. Se trata de una eparquía siro-malabar, sufragánea de la archieparquía de Trichur. Desde el 15 de enero de 2022 su eparca es Peter Kochupuruckal.

## Territorio y organización
La eparquía tiene 4480 km² y extiende su jurisdicción sobre los fieles católicos siro-malabares residentes en el estado de Kerala en el distrito de Palakkad y en una porción menor del distrito de Thrissur.
La sede de la eparquía se encuentra en la ciudad de Palakkad (o Palghat), en donde se halla la Catedral de San Rafael.
En 2021 en la eparquía existían 89 parroquias.

## Historia
La eparquía de Palghat fue erigida el 27 de junio de 1974 con la bula Apostolico requirente del papa Pablo VI, obteniendo el territorio de la eparquía de Trichur (hoy archieparquía): el distrito de Palakkad en el estado de Kerala y los distritos Coimbatore, Karur y Tirupur del estado de Tamil Nadu.

Apostolico requirente officio Nostro, aptius in dies videlicet christianorum fidelium coetibus consulendi, visum est Nobis omnino esse accipiendam sententiam Venerabilis Fratris Nostri S. R. E. Cardinalis Praefecti Sacrae Congregationis pro Ecclesiis Orientalibus, de eparchia nempe Trichuriensi dividenda deque nova intra Indiae fines ex ea constituenda; maxime enim tum territorii amplitudine patebat tum fidelium affluebat multitudine. Summa igitur usi Nostra potestate, ex eparchia Trichuriensi, quam diximus, territorium separamus, quod constat civilibus districtibus vulgato nomine « Palghat » et « Coimbatore » appellatis, addita quoque civitate Karur, e districtu Trichinopolitano, atque exinde novam Malabarensis ritus eparchiam constituimus, ab urbe Palghat Palghatensem appellandam. Praecipimus insuper, ut sedes sic constitutae ecclesiasticae circumscriptionis in eadem urbe Palghat ponatur, eparchialis autem magisterii cathedra in templo, Deo dicato in honorem Sancti Raphaelis, ibi extante, quod ad cathedralis dignitatem evehimus, congruis tributis iuribus, utque suffraganea sit metropolitanae Sedi Ernakulamensi. Quae vero iussimus ad effectum rite adducantur, deque perfecto negotio sueta documenta exarentur et ad Sacram Congregationem pro Ecclesiis Orientalibus mittantur.

Originalmente sufragánea de la archieparquía de Ernakulam (hoy archieparquía de Ernakulam-Angamaly), el 18 de mayo de 1995 pasó a formar parte de la provincia eclesiástica de la archieparquía de Trichur.
El 15 de enero de 2010 cedió la porción de territorio en el estado de Tamil Nadu para la erección de la eparquía de Ramanathapuram por decreto del cardenal y archieparca mayor Varkey Vithayathilel.

## Estadísticas
Según el Anuario Pontificio 2022 la eparquía tenía a fines de 2021 un total de 59 930 fieles bautizados.
| Año                                                                             | Población            | Población | Población      | Sacerdotes | Sacerdotes    | Sacerdotes    | Bautizados por sacerdote | Diáconos permanentes | Religiosos | Religiosos | Parroquias |
| Año                                                                             | Bautizados católicos | Total     | % de católicos | Total      | Clero secular | Clero regular | Bautizados por sacerdote | Diáconos permanentes | Varones    | Mujeres    | Parroquias |
| ------------------------------------------------------------------------------- | -------------------- | --------- | -------------- | ---------- | ------------- | ------------- | ------------------------ | -------------------- | ---------- | ---------- | ---------- |
| 1980                                                                            | 30 079               | ?         | ?              | 39         | 14            | 25            | 771                      |                      | 27         | 461        | 65         |
| 1990                                                                            | 51 611               | 541 200   | 9.5            | 90         | 42            | 48            | 573                      |                      | 82         | 960        | 103        |
| 1999                                                                            | 64 370               | 635 600   | 10.1           | 138        | 72            | 66            | 466                      |                      | 108        | 1180       | 83         |
| 2000                                                                            | 65 075               | 647 200   | 10.1           | 144        | 78            | 66            | 451                      |                      | 109        | 1191       | 84         |
| 2001                                                                            | 65 583               | 658 000   | 10.0           | 132        | 79            | 53            | 496                      | 1                    | 90         | 1237       | 87         |
| 2002                                                                            | 66 383               | 668 000   | 9.9            | 147        | 87            | 60            | 451                      | 1                    | 97         | 1221       | 88         |
| 2003                                                                            | 67 959               | 675 000   | 10.1           | 160        | 91            | 69            | 424                      |                      | 72         | 1201       | 90         |
| 2004                                                                            | 66 061               | 656 148   | 10.1           | 159        | 92            | 67            | 415                      |                      | 71         | 1306       | 92         |
| 2009                                                                            | 67 996               | 706 000   | 9.6            | 192        | 110           | 82            | 354                      |                      | 108        | 1349       | 93         |
| 2013                                                                            | 57 575               | 746 000   | 7.7            | 169        | 106           | 63            | 340                      |                      | 77         | 1112       | 89         |
| 2016                                                                            | 58 900               | 2 855 000 | 2.1            | 186        | 124           | 62            | 316                      |                      | 69         | 1112       | 89         |
| 2019                                                                            | 58 988               | 2 819 906 | 2.1            | 197        | 132           | 65            | 299                      |                      | 69         | 1117       | 89         |
| 2021                                                                            | 59 930               | 2 964 481 | 2.0            | 215        | 135           | 80            | 278                      |                      | 82         | 1117       | 89         |
| Fuente: Catholic-Hierarchy, que a su vez toma los datos del Anuario Pontificio. |                      |           |                |            |               |               |                          |                      |            |            |            |

## Episcopologio
- Joseph Irimpen † (27 de junio de 1974-1 de diciembre de 1994 retirado)
- Jacob Manathodath (11 de noviembre de 1996-15 de enero de 2022 renunció)
- Peter Kochupuruckal, desde el 15 de enero de 2022